# Liste der Straßennamen von Merkendorf (Mittelfranken)
Die Liste der Straßennamen von Merkendorf listet alle Straßennamen der Stadt Merkendorf im Landkreis Ansbach (Mittelfranken) auf.

## Anmerkung
Nur im Hauptort Merkendorf sind die Straßen benannt. In den übrigen Ortsteilen Bammersdorf, Dürrnhof, Gerbersdorf, Großbreitenbronn, Heglau, Hirschlach, Kleinbreitenbronn, Neuses, Triesdorf Bahnhof, Waldeck, Weißbachmühle und Willendorf werden die Grundstücke durchnummeriert.

### Merkendorf
| Straßenname            | Namensbeschreibung | Lage in der Stadt                                             |
| ---------------------- | --- | ------------------------------------------------------------- |
| Adlerstraße            | Benannt nach dem Bronzeadler, der auf Anwesen Nr. 10 sitzt.                                                                         | Altstadt                                                      |
| Adolf-Kirsch-Straße    | Benannt nach dem ehemaligen Stadtpfarrer Adolf Kirsch.                                                                              | Im Weidach                                                    |
| Ahornstraße            | Benannt nach dem Ahorn. | Im Weidach                                                    |
| Am Grenzbuck           | Eigentlich „Gänsbuck“ (Flurname).                                                                                                   | Im Weidach                                                    |
| Am Mosthaus            | Benannt nach der in der Ringstraße befindlichen Mosterei.                                                                           | Siedlung ehemaliger Heimatvertriebener                        |
| Am Sportplatz          | Benannt nach dem dort befindlichen Sportplatz mit der ehemaligen TSV-Halle, heute Bürgerzentrum.                                    | Vorstadt                                                      |
| Am Wiesengrund         | Benannt nach dem dort angrenzenden Wiesengrund.                                                                                     | Im Wiesengrund                                                |
| Bahnhofweg             | Führt zum Bahnhof Triesdorf. | Vorstadt                                                      |
| Bammersdorfer Straße   | Führt nach Bammersdorf. | Am Friedhof                                                   |
| Biederbacher Straße    | Führt nach Biederbach. | Im Weidach                                                    |
| Birkenweg              | Benannt nach der Birke. | Im Weidach                                                    |
| Brauhausstraße         | Benannt nach dem Brauhaus der Brauerei Hellein.                                                                                     | Altstadt                                                      |
| Eichendorffstraße      | Benannt nach dem Dichter Joseph von Eichendorff.                                                                                    | Nördlich der Biederbacher Straße                              |
| Eichenstraße           | Benannt nach der Eiche. | Im Weidach                                                    |
| Einsteinring           | Benannt nach dem Physiknobelpreisträger Albert Einstein.                                                                            | Nördlich der Biederbacher Straße                              |
| Energiepark            | Gewerbegebiet mit Firmen, die sich auf erneuerbare Energien spezialisiert haben.                                                    | An der B 13                                                   |
| Erlenweg               | Benannt nach der Erle. | Im Weidach                                                    |
| Espanstraße            | Benannt nach dem Espan. | Vorstadt                                                      |
| Feldstraße             | Benannt nach dem Feld. | Vorstadt                                                      |
| Feuerbachstraße        | Benannt nach dem Philosophen Ludwig Feuerbach.                                                                                      | Nördlich der Biederbacher Straße                              |
| Fichtenweg             | Benannt nach der Fichte. | Im Weidach                                                    |
| Föhrenweg              | Benannt nach der Föhre. | Im Weidach                                                    |
| Gerberstraße           | Benannt nach den Gerbern, die im Mittelalter in der Stadt eine große Zunft besaßen.                                                 | Altstadt                                                      |
| Goethering             | Benannt nach dem Dichter Johann Wolfgang von Goethe, der Ende des 18. Jahrhunderts durch den Ortsteil Großbreitenbronn reiste.      | Nördlich der Biederbacher Straße                              |
| Gunzenhausener Straße  | Name des Teils der B 13, der durch die Stadt verläuft und nach Gunzenhausen führt.                                                  | Vorstadt                                                      |
| Hauptstraße            | Hauptstraße im Altort. | Altstadt, Vorstadt                                            |
| Heglauer Straße        | Führt nach Heglau. | Vorstadt                                                      |
| Hirschlacher Straße    | Führt nach Hirschlach. | Vorstadt                                                      |
| Lärchenweg             | Benannt nach der Lärche. | Im Weidach                                                    |
| Lindenstraße           | Benannt nach der Linde. | Im Weidach                                                    |
| Marktplatz             | Auf ihm wurden im Mittelalter die Jahrmärkte abgehalten.                                                                            | Altstadt                                                      |
| Max-Auernhammer-Straße | Benannt nach dem ehemaligen Hauptlehrer Max Auernhammer.                                                                            | Im Weidach                                                    |
| Maximilianstraße       | Benannt nach König Maximilian I., der 1506 die Stadt besuchte.                                                                      | Im Weidach                                                    |
| Neuseser Straße        | Führt nach Neuses. | An der B 13                                                   |
| Raiffeisenstraße       | Benannt nach der in der Wilhelmstraße befindlichen Raiffeisenbank.                                                                  | Siedlung ehemaliger Heimatvertriebener                        |
| Ringstraße             | Teil der St 2220, verläuft ringförmig um die Altstadt.                                                                              | Vorstadt, Siedlung ehemaliger Heimatvertriebener, Am Friedhof |
| Robert-Schulz-Straße   | Benannt nach dem Berliner Industriellen Robert Schulz, der in Merkendorf eine Eisenwarenfabrik eröffnete.                           | Im Weidach                                                    |
| Schillerring           | Benannt nach dem Dichter Friedrich Schiller.                                                                                        | Nördlich der Biederbacher Straße                              |
| Schulstraße            | Benannt nach dem Fachschulhaus Merkendorf.                                                                                          | Altstadt                                                      |
| Sonnenstraße           | Benannt nach der Sonne. | Siedlung ehemaliger Heimatvertriebener                        |
| Sudetenstraße          | Benannt nach dem Sudetenland, aus dem die meisten Heimatvertriebenen kamen, die in der Stadt eine neue Heimat gefunden hatten.      | Siedlung ehemaliger Heimatvertriebener                        |
| Tannenweg              | Benannt nach der Tanne. | Im Weidach                                                    |
| Weberstraße            | Benannt nach den Webern, die im Mittelalter in der Stadt eine große Zunft besaßen.                                                  | Altstadt                                                      |
| Weglehnerstraße        | Benannt nach Margarete Weglehner, die ihr beim Kampf um Merkendorf zerstörtes Anwesen und ihren gesamten Besitz der Stadt vermachte | Im Weidach                                                    |
| Weidachstraße          | Benannt nach der Flur „Weidach“ | Im Weidach                                                    |
| Wenzelstraße           | Benannt nach König Wenzel, der Merkendorf 1398 die Stadt- und Marktrechte verlieh.                                                  | Nördlich der Biederbacher Straße                              |
| Wilhelm-Löhe-Straße    | Benannt nach Wilhelm Löhe, der 1836/37 Pfarrverweser in der Stadt war.                                                              | Im Weidach                                                    |
| Wilhelmstraße          | Benannt nach Wilhelm Linck, der seine dort befindlichen Äcker den Heimatvertriebenen für den Wohnungsbau überließ.                  | Siedlung ehemaliger Heimatvertriebener                        |